# Gustavo Barroso
Gustavo Dodt Barroso (Fortaleza, 29 dicembre 1888 – Rio de Janeiro, 3 dicembre 1957) è stato uno scrittore, politico e avvocato brasiliano. Fu uno degli ideologhi dell'Azione Integralista Brasiliana, movimento politico nazionalista attivo negli anni trenta.

## Biografia

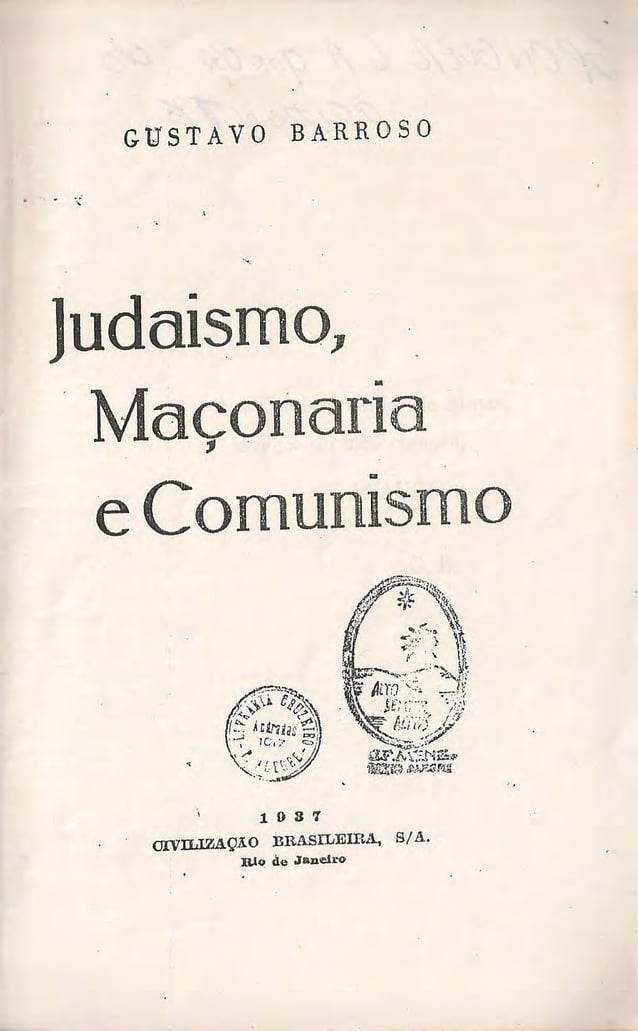
Obra antisemita del abogado y político brasileño Gustavo Barroso, conocido por sus inclinaciones antisemitas.

Di origini tedesche da parte materna, Barroso iniziò la propria carriera come giornalista attorno al 1908 e fu vicino, per un certo periodo, ad un circolo socialista intitolato a Maksim Gor'kij. In seguito all'ottenimento della laurea in giurisprudenza, il suo orientamento politico divenne più conservatore.
Barroso si affermò ben presto come una figura importante dello Stato di Ceará, ottenendo incarichi presso i ministeri dell'interno e della giustizia e venendo eletto deputato. Nel 1919 fece parte della delegazione brasiliana alla Conferenza di Pace di Parigi. Tra il 1932 ed il 1933 fu Presidente dell'Accademia Brasiliana delle Lettere. Nello stesso periodo ottenne la carica di Segretario Generale del Comitato internazionale dei consulenti legali.
Nel 1933 aderì all'Azione Integralista Brasiliana, movimento politico fondato dallo scrittore Plínio Salgado ed ispirato al fascismo italiano. Si segnalò per alcune posizioni di stampo antisemita, non condivise comunque da gran parte degli esponenti del partito. Tra il 1934 ed il 1936 fu responsabile delle milizie integraliste, per poi entrare a far parte del Consiglio Supremo. Considerato eccessivamente estremista dal leader Salgado, fu sospeso per 6 mesi dalla collaborazione all'organo di stampa del movimento. Nonostante ciò continuò ad attaccare gli ebrei e tradusse in portoghese i celebri Protocolli dei Savi di Sion.
Nel 1938, in seguito al golpe dell'Estado Novo di Getúlio Vargas, il partito integralista fu sciolto e Barroso subì un arresto. Negli anni successivi rinunciò ad ogni attività politica, adeguandosi al regime di Vargas. Nel 1952 fu nominato ambasciatore in Uruguay e nel 1954 in Perù.
Morì nel dicembre del 1957. Fu insignito di un dottorato honoris causa postumo presso l'Università di Rio de Janeiro. A Fortaleza, sua città natale, si trova un museo a lui intitolato.
Appassionato folklorista, creò un'ampia collezione di oggetti del passato brasiliano conservata in un museo di Rio de Janeiro. Scrisse una cinquantina di opere che spaziano dal romanzo storico al folklore, dalle biografie alla politica.

## Opere

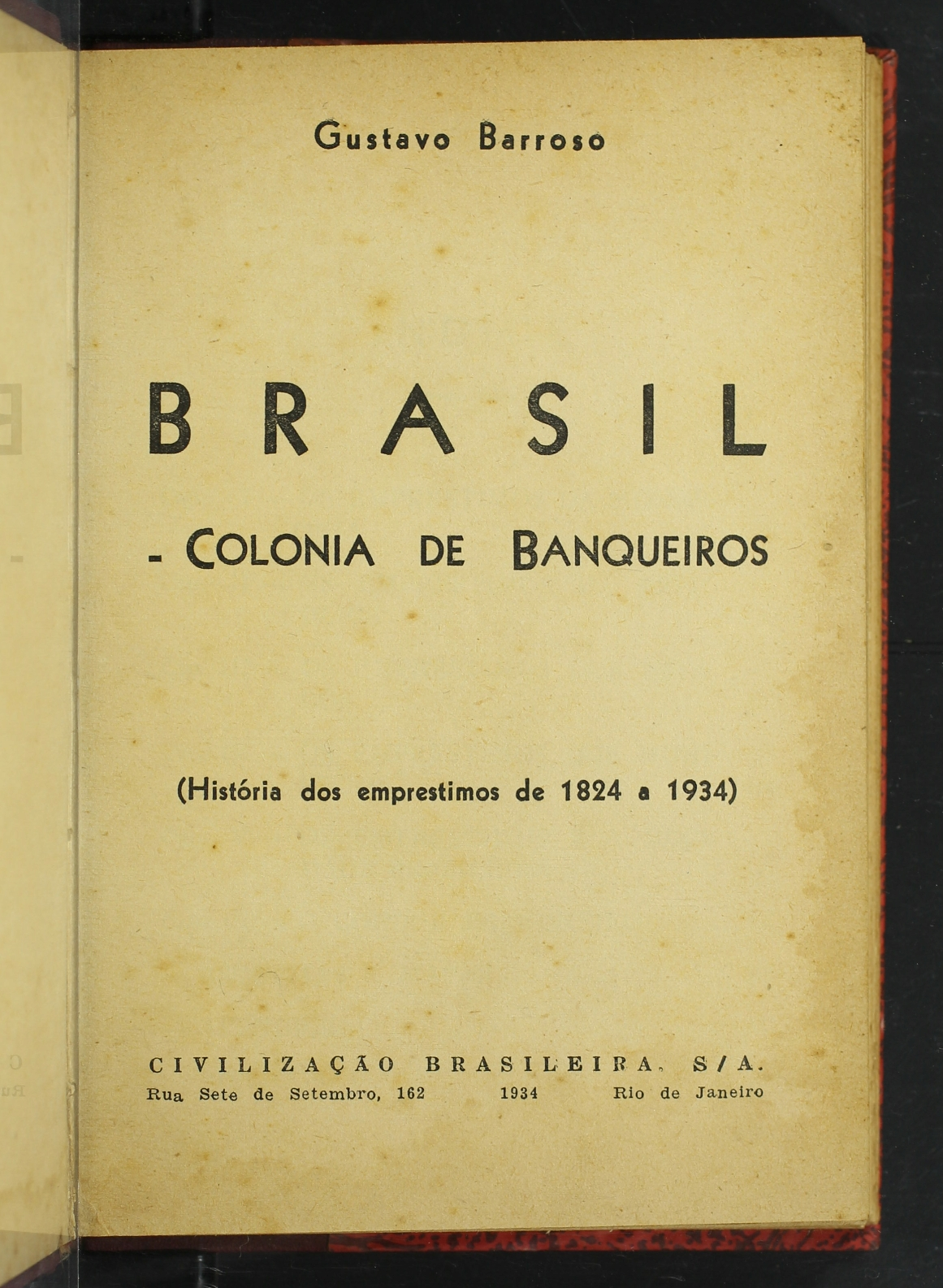
Brasil Colônia de Banqueiros

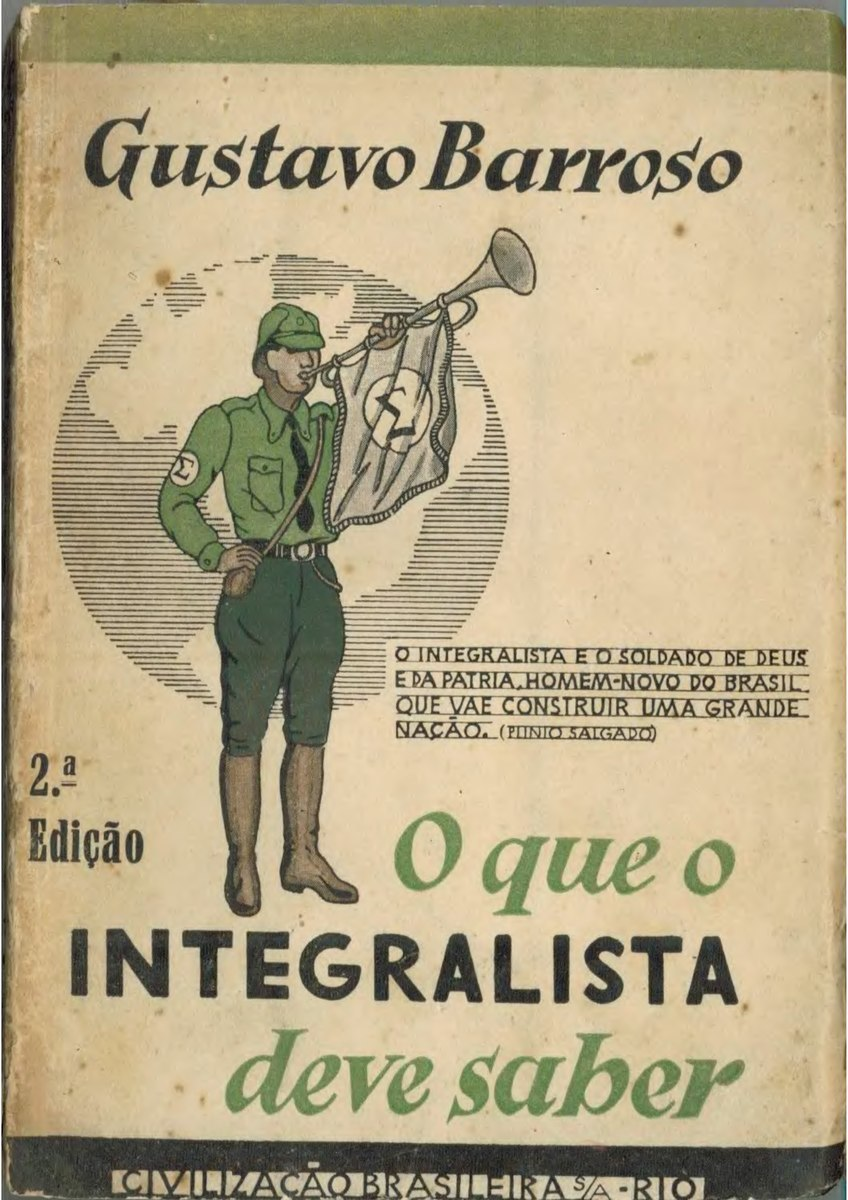
Book

| - Terra do sol. Natureza e costumes do Norte (1912) - Praias e várzeas (1915) - Idéias e palavras (1917) - Heróis e bandidos: os cangaceiros do Nordeste (1917) - Tradições militares (1918) - Tratado de Paz (1919) - A ronda dos séculos (1920) - Mosquita muerta (1921) - Casa de marimbondos (1921) - Ao som da viola (1921) - Mula sem cabeça (1922) - Pergaminhos (1922) - Coração da Europa (1922) - Uniformes do Exército (1922) - Alma sertaneja (1923) - Antes do bolchevismo (1923) - Mapirunga (1924) - O anel das maravilhas (1924) - Livro dos milagres (1924) - O sertão e o mundo (1924) - En el tiempo de los Zares (1924) - O ramo de oliveira (1925) - Tição do inferno (1926) - Através dos folclores (1927) - Almas de lama e de aço (1928) - A guerra do Lopez (1928) - A guerra do Flores (1929) - A guerra do Rosas (1929) - Mythes, contes et legendes des indiens du Brésil (1930) - A guerra de Vidéo (1930) - A guerra de Artigas (1930) - O Brasil em face do Prata (1930) - Inscrições primitivas (1930) - O bracelete de safiras (1931) - Aquém da Atlântida (1931) - A ortografia oficial (1931) - A senhora de Pangim (1932) - Osório, o Centauro dos pampas (1932) | - Luz e pó (1932) - Mulheres de Paris (1933) - As colunas do templo (1933) - O santo do brejo (1933) - Tamandaré - O Nélson brasileiro (1933) - O Integralismo em marcha (1933) - O Integralismo e o mundo (1933) - Brasil - Colônia de Banqueiros (1934) - O integralismo de norte a sul (1934) - O quarto império, integralismo (1935) - A palavra e o pensamento integralista (1935) - O que o integralista deve saber (1935) - A Destruição da Atlântida, 2 vols. (1936) - O Espírito do Século XX (1936) - História Secreta do Brasil, 3 vols. (1936, 1937 e 1938) - Os Protocolos dos Sábios de Sião (1936) - A Sinagoga Paulista (1937) - A Maçonaria: Seita Judaica (1937) - Judaísmo, Maçonaria e Comunismo (1937) - Os Civilizados (1937) - Integralismo e Catolicismo (1937) - Pequeno dicionário popular brasileiro (1938) - Corporativismo, cristianismo e comunismo (1938) - O livro dos enforcados (1939) - Coração de menino (1939) - O Brasil na lenda e na cartografia antiga (1941) - Liceu do Ceará (1941) - Consulado da China (1941) - Portugal - Semente de impérios (1943) - Anais do Museu Histórico Nacional, vols. I a V (1943-1949) - Caxias (1945) - Seca, Meca e Olivais de Santarém, descrições e viagens (1947) - Fábulas sertanejas (1948) - As sete vozes do espírito (1950) - História do Palácio - Itamarati (1953) |